# Charles-Louis Loys de Cheseaux

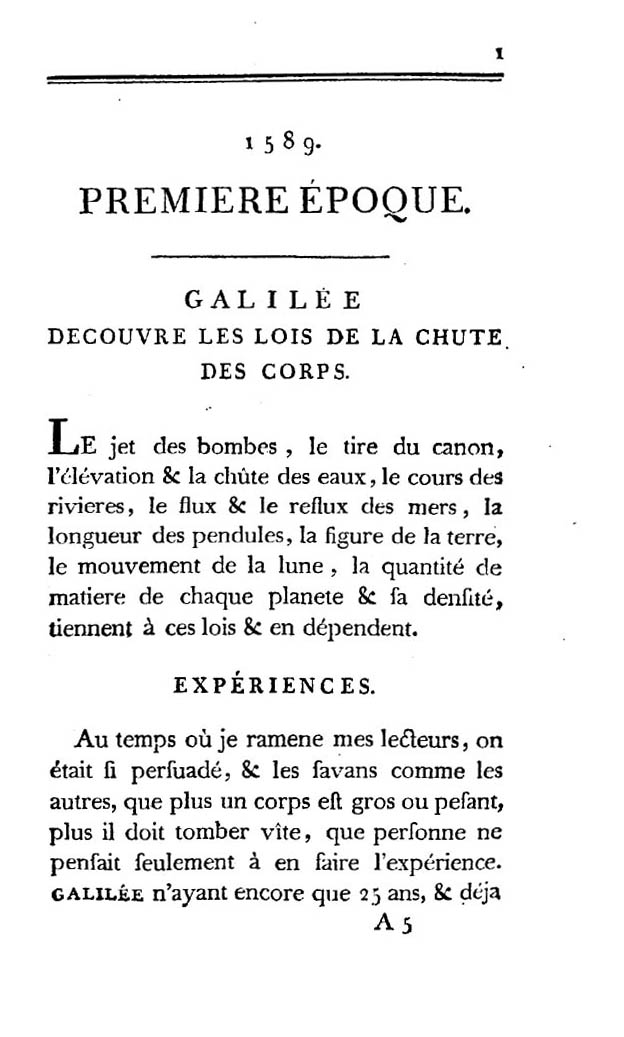
Primera página de Abrégé chronologique pour servir a l'histoire de la physique jusqu'a nos jours, 1786

Charles-Louis Loys de Cheseaux (Lausana, 22 de marzo de 1730-íd., 29 de agosto de 1789) fue un historiador de la física suizo.

## Obras
- Discours philosophique sur la physique et l'histoire naturelle (en francés). Lausana: Antoine Chapuis. 1762.
- Abrégé chronologique pour servir a l'histoire de la physique jusqu'a nos jours (en francés) 1. Estrasburgo: P. J. Dannbach. 1786.
- Abrégé chronologique pour servir a l'histoire de la physique jusqu'a nos jours (en francés) 2. Estrasburgo: P. J. Dannbach. 1787.
- Abrégé chronologique pour servir a l'histoire de la physique jusqu'a nos jours (en francés) 3. Estrasburgo: P. J. Dannbach. 1789.
- Abrégé chronologique pour servir a l'histoire de la physique jusqu'a nos jours (en francés) 4. Estrasburgo: P. J. Dannbach. 1789.